# موسی‌آباد کاشانی
موسی‌آباد کاشانی، روستایی از توابع بخش مرکزی شهرستان ورامین در استان تهران ایران است . این روستا در کنار جاده تهران ورامین با درختان کهنسال می باشد .

## جمعیت
این روستا در دهستان بهنام وسط شمالی قرار دارد و براساس سرشماری مرکز آمار ایران در سال ۱۳۸۵، جمعیت آن ۴۰۵ نفر (۹۲خانوار) بوده‌است که قدیمی ترین اقوام ساکن در آن ، امیری ، مهریزی ، کاشانی ، تاجیک ، میرزایی و شیرازی ، سوریان ،  برزم می باشد . 

## آثار تاریخی
از آثار تاریخی آن می توان به آب انبار ، قلعه اربابی ، مسجد ، انبار قلعه اربابی و حمام اشاره کرد که بانی ساخت آن ارباب کاشانی بوده است . یک کیلومتری جنوب روستای موسی آباد کاشانی دو قلعه یا تپه وجود دارد . کاشانی مالک یا ارباب این روستا خود در زمان قاجار وزیر بوده است .